# Orzesze (stacja kolejowa)
Orzesze – stacja kolejowa w Orzeszu, w województwie śląskim, w Polsce.

## Ruch pasażerski
| Rok  | Wymiana pasażerska na dobę |
| ---- | -------------------------- |
| 2017 | 300-499                    |
| 2022 | 300-499                    |

Na terenie stacji znajduje się schron przeciwlotniczy z 1934 roku. Schron służył do ochrony przeciwlotniczej załogi stacji kolejowej.

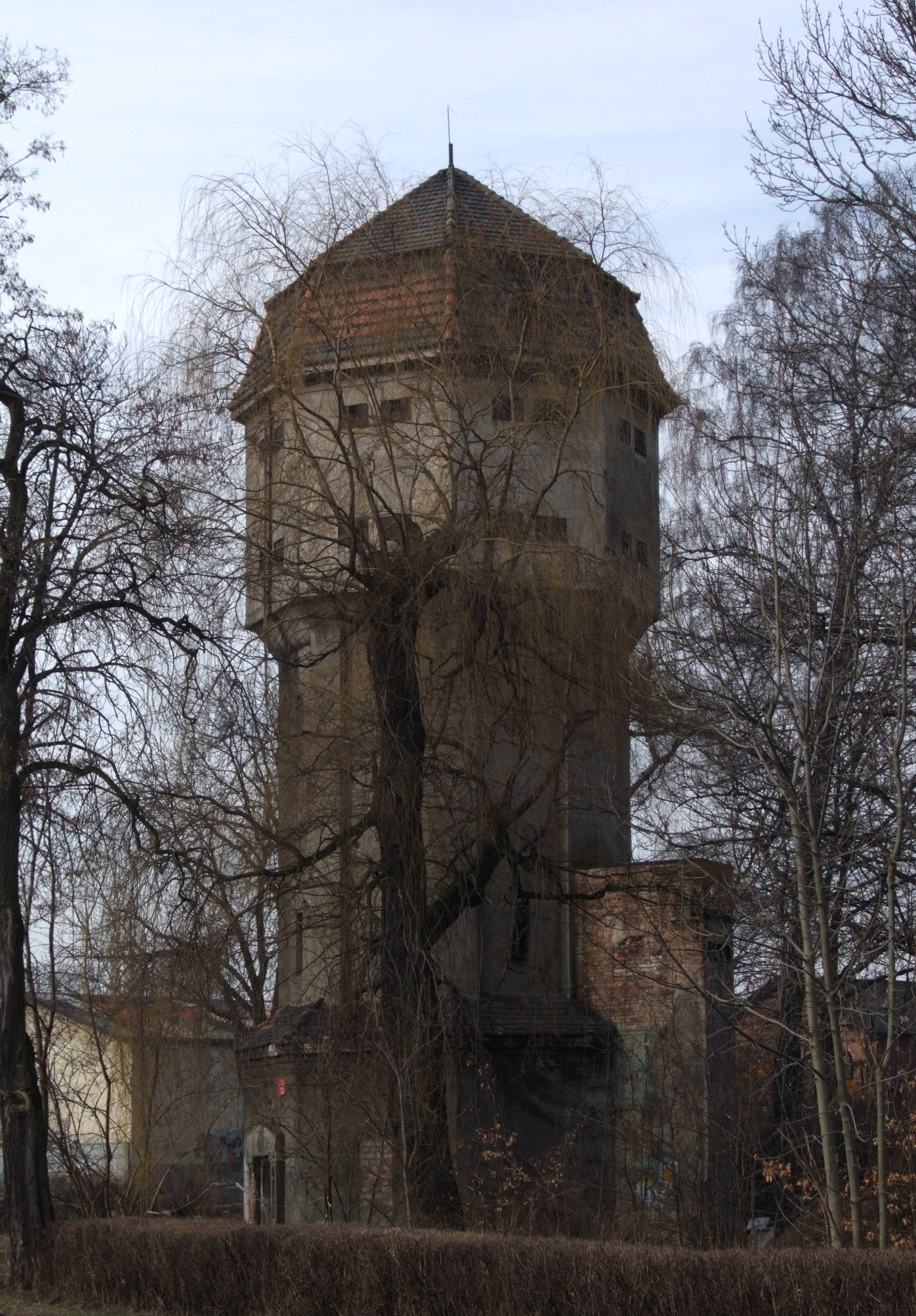
Wieża wodna w pobliżu stacji